# N-acilmannosammina 1-deidrogenasi
La N-acilmannosammina 1-deidrogenasi è un enzima appartenente alla classe delle ossidoreduttasi, che catalizza la seguente reazione:
N-acil-D-mannosammina + NAD+ ⇄ N-acil-D-mannosamminolattone + NADH + H+
L'enzima agisce sull'acetil-D-mannosammina e sulla glicolil-D-mannosammina. È altamente specifico.